# کالین اوکانر
کالین اوکانر (انگلیسی: Colleen O'Connor؛ زادهٔ ۱۷ دسامبر ۱۹۵۱) اسکیت‌باز نمایشی، و رقصنده روی یخ اهل ایالات متحده آمریکا است.